# Neophaedusa spelaeonis
Neophaedusa spelaeonis е вид коремоного от семейство Clausiliidae.

## Разпространение
Видът е разпространен в Япония.